# Албион (река)
Албион (англ. Albion River) — река в штате Калифорния в округе Мендосино, система реки охватывает 111 км² побережья Мендосино и впадает в Тихий океан около города Албион. Высота истока — 244 м над уровнем моря.
Река названа древнем именем Великобритании — Альбион. Название было первоначально применено к гранту земли в 1884 Уильямом Ричардсоном, и река унаследовала название гранта.
Ранее Албион использовалась для приведения в действие лесопилки вблизи устья реки.
На территории бассейна реки ведётся обширная вырубка леса.